# Undateable/Episodenliste
Diese Episodenliste enthält alle Episoden der US-amerikanischen Sitcom Undateable, sortiert nach der US-amerikanischen Erstausstrahlung. Zwischen 2014 und 2016 entstanden in drei Staffeln insgesamt 36 Episoden mit einer Länge von jeweils etwa 22 Minuten.

## Übersicht
| Staffel | Episodenanzahl | Erstausstrahlung USA | Erstausstrahlung USA | Deutschsprachige Erstausstrahlung | Deutschsprachige Erstausstrahlung |
| Staffel | Episodenanzahl | Staffelpremiere      | Staffelfinale        | Staffelpremiere                   | Staffelfinale                     |
| ------- | -------------- | -------------------- | -------------------- | --------------------------------- | --------------------------------- |
| 1       | 13             | 29. Mai 2014         | 3. Juli 2014         | 14. September 2015                | 23. September 2016                |
| 2       | 10             | 17. März 2015        | 12. Mai 2015         | 23. September 2016                | 21. Oktober 2016                  |
| 3       | 13             | 9. Oktober 2015      | 29. Januar 2016      | 27. Oktober 2016                  | 8. Dezember 2016                  |

## Staffel 1
Die Erstausstrahlung der ersten Staffel erfolgte vom 29. Mai bis zum 3. Juli 2014 auf dem US-amerikanischen Fernsehsender NBC. Die deutschsprachige Erstausstrahlung der ersten neun Episoden sendete der deutsche Free-TV-Sender ProSieben vom 14. September bis zum 26. Oktober 2015, seit 16. September 2016 werden die noch unveröffentlichten Folgen gezeigt.  
| Nr. (ges.) | Nr. (St.) | Deutscher Titel       | Originaltitel      | Erstausstrahlung USA | Deutschsprachige Erstausstrahlung (D) | Regie            | Drehbuch                         | Quoten (USA) |
| ---------- | --------- | --------------------- | ------------------ | -------------------- | ------------------------------------- | ---------------- | -------------------------------- | ------------ |
| 1          | 1         | Baby Bird             | Pilot              | 29. Mai 2014         | 14. Sep. 2015                         | Scott Ellis      | Adam Sztykiel                    | 3,84 Mio.    |
| 2          | 2         | Hosenkumpel           | Pants Buddies      | 29. Mai 2014         | 14. Sep. 2015                         | Scott Ellis      | Adam Sztykiel                    | 3,82 Mio.    |
| 3          | 3         | Bananenbrot und Bikes | Three’s a Crowd    | 5. Juni 2014         | 21. Sep. 2015                         | Scott Ellis      | Craig Doyle                      | 3,00 Mio.    |
| 4          | 4         | Rollentausch          | The Switch         | 5. Juni 2014         | 21. Sep. 2015                         | Linda Mendoza    | Courtney Lilly                   | 2,89 Mio.    |
| 5          | 5         | Mein Held bin ich     | The Hero Is Me     | 12. Juni 2014        | 28. Sep. 2015                         | Phill Lewis      | Adam Sztykiel                    | 3,22 Mio.    |
| 6          | 6         | Das Date              | Leader of the Pack | 12. Juni 2014        | 5. Okt. 2015                          | Ted Wass         | John Quaintance                  | 2,97 Mio.    |
| 7          | 7         | Die Stellung          | The Move           | 19. Juni 2014        | 12. Okt. 2015                         | Steve Zuckerman  | Adam Sztykiel                    | 2,54 Mio.    |
| 8          | 8         | Der Julius Effekt     | The Julius Effect  | 19. Juni 2014        | 19. Okt. 2015                         | David Trainer    | Jackie Clarke                    | 2,52 Mio.    |
| 9          | 9         | Panikattacke          | Low Hanging Fruit  | 26. Juni 2014        | 26. Okt. 2015                         | David Trainer    | Austen Faggen                    | 2,63 Mio.    |
| 10         | 10        | Der singende Vater    | Daddy Issues       | 26. Juni 2014        | 16. Sep. 2016                         | Ted Wass         | John Quaintance                  | 2,49 Mio.    |
| 11         | 11        | Es werde Licht        | Let There Be Light | 3. Juli 2014         | 16. Sep. 2016                         | Shelley Jensen   | Michael Hobert                   | 2,24 Mio.    |
| 12         | 12        | Dannys Jungs          | Danny’s Boys       | 3. Juli 2014         | 16. Sep. 2016                         | David Trainer    | Heather Flanders                 | 2,07 Mio.    |
| 13         | 13        | Was ist mit Gary?     | Go For Gary        | 3. Juli 2014         | 23. Sep. 2016                         | Eric Dean Seaton | Laura Moran & Joel Church-Cooper | 1,99 Mio.    |

## Staffel 2
Die Erstausstrahlung der zweiten Staffel war vom 17. März bis zum 12. Mai 2015 auf dem US-amerikanischen Fernsehsender NBC zu sehen. Die deutschsprachige Erstausstrahlung sendete der deutsche Free-TV-Sender ProSieben vom 23. September 2016 bis zum 21. Oktober 2016.
| Nr. (ges.) | Nr. (St.) | Deutscher Titel                                 | Originaltitel                           | Erstausstrahlung USA | Deutschsprachige Erstausstrahlung (D) | Regie            | Drehbuch           | Quoten (USA) |
| ---------- | --------- | ----------------------------------------------- | --------------------------------------- | -------------------- | ------------------------------------- | ---------------- | ------------------ | ------------ |
| 14         | 1         | Ein japanischer Geschäftsmann kommt in eine Bar | A Japanese Businessman Walks Into a Bar | 17. März 2015        | 23. Sep. 2016                         | Phill Lewis      | Adam Sztykiel      | 6,43 Mio.    |
| 15         | 2         | Candaces Freund kommt in eine Bar               | Candace’s Boyfriend Walks Into a Bar    | 24. März 2015        | 23. Sep. 2016                         | Phill Lewis      | Adam Sztykiel      | 5,18 Mio.    |
| 16         | 3         | Eine imaginäre Fackel kommt in eine Bar         | An Imaginary Torch Walks Into a Bar     | 31. März 2015        | 30. Sep. 2016                         | Eric Dean Seaton | Laura Moran        | 4,98 Mio.    |
| 17         | 4         | Ein streunender Hund kommt in eine Bar          | A Stray Dog Walks Into a Bar            | 14. Apr. 2015        | 30. Sep. 2016                         | Phill Lewis      | Michael Hobert     | 5,10 Mio.    |
| 18         | 5         | Ein Pfarrer kommt in eine Bar                   | A Priest Walks Into a Bar               | 21. Apr. 2015        | 7. Okt. 2016                          | Eric Dean Seaton | Heather Flanders   | 4,85 Mio.    |
| 19         | 6         | Ein Geschwisterkonflikt kommt in eine Bar       | A Sibling Rivalry Walks Into a Bar      | 28. Apr. 2015        | 7. Okt. 2016                          | Phill Lewis      | Craig Doyle        | 4,53 Mio.    |
| 20         | 7         | Eine Liveshow kommt in eine Bar (1)             | A Live Show Walks Into a Bar (Part 1)   | 5. Mai 2015          | 14. Okt. 2016                         | Phill Lewis      | Adam Sztykiel      | 4,21 Mio.    |
| 21         | 8         | Eine Liveshow kommt in eine Bar (2)             | A Live Show Walks Into a Bar (Part 2)   | 5. Mai 2015          | 14. Okt. 2016                         | Phill Lewis      | Adam Sztykiel      | 4,21 Mio.    |
| 22         | 9         | Ein wütender Richter kommt in eine Bar          | An Angry Judge Walks Into a Bar         | 12. Mai 2015         | 21. Okt. 2016                         | Phill Lewis      | Austen Faggen      | 4,01 Mio.    |
| 23         | 10        | Cop Nummer vier kommt in eine Bar               | Cop Number Four Walks Into a Bar        | 12. Mai 2015         | 21. Okt. 2016                         | Phill Lewis      | Joel Church-Cooper | 4,01 Mio.    |

## Staffel 3
Die Erstausstrahlung der dritten Staffel war vom 9. Oktober 2015 bis zum 29. Januar 2016 auf dem US-amerikanischen Fernsehsender NBC zu sehen. Die deutschsprachige Erstausstrahlung sendete der deutsche Free-TV-Sender ProSieben vom 27. Oktober bis zum 8. Dezember 2016.
| Nr. (ges.) | Nr. (St.) | Deutscher Titel                            | Originaltitel                            | Erstausstrahlung USA | Deutschsprachige Erstausstrahlung (D) | Regie             | Drehbuch               | Quoten (USA) |
| ---------- | --------- | ------------------------------------------ | ---------------------------------------- | -------------------- | ------------------------------------- | ----------------- | ---------------------- | ------------ |
| 24         | 1         | Ein Serienstar kommt in eine Bar           | A Will They Walks Into a Bar             | 9. Okt. 2015         | 27. Okt. 2016                         | Phill Lewis       | Adam Sztykiel          | 2,54 Mio.    |
| 25         | 2         | Ein Blinder kommt in eine Bar              | A Won’t They Walks Into a Bar            | 9. Okt. 2015         | 27. Okt. 2016                         | Phill Lewis       | Adam Sztykiel          | 2,54 Mio.    |
| 26         | 3         | Eine Zerreißprobe kommt in eine Bar        | A Rock and Hard Place Walk Into a Bar    | 16. Okt. 2015        | 3. Nov. 2016                          | Phill Lewis       | Adam Sztykiel          | 3,13 Mio.    |
| 27         | 4         | Eine Nervensäge kommt in eine Bar          | A Truth Hug Walks Into a Bar             | 23. Okt. 2015        | 3. Nov. 2016                          | Phill Lewis       | Christopher Luccy      | 2,58 Mio.    |
| 28         | 5         | Halloween kommt in eine Bar                | Halloween Walks Into a Bar               | 30. Okt. 2015        | 10. Nov. 2016                         | Phill Lewis       | Craig Doyle            | 2,60 Mio.    |
| 29         | 6         | Eine Puppe kommt in eine Bar               | A Puppet Walks Into a Bar                | 6. Nov. 2015         | 10. Nov. 2016                         | Marty Pasetta Jr. | Michael Hobert         | 2,64 Mio.    |
| 30         | 7         | Eine alte Geschichte kommt in eine Bar     | An Origin Story Walks Into a Bar         | 20. Nov. 2015        | 17. Nov. 2016                         | Phill Lewis       | Amy Pocha & Seth Cohen | 2,72 Mio.    |
| 31         | 8         | Eine Junggesellinenparty kommt in eine Bar | A Bachelorette Party Walks Into a Bar    | 4. Dez. 2015         | 17. Nov. 2016                         | Phill Lewis       | Austen Faggen          | 2,86 Mio.    |
| 32         | 9         | Eine Kiste mit Welpen kommt in eine Bar    | A Box of Puppies Walks Into a Bar        | 11. Dez. 2015        | 24. Nov. 2016                         | Phill Lewis       | Joel Church-Cooper     | 2,74 Mio.    |
| 33         | 10        | Ein Neujahrsvorsatz kommt in eine Bar      | A New Year’s Resolution Walks Into a Bar | 8. Jan. 2016         | 24. Nov. 2016                         | Phill Lewis       | Laura Moran            | 3,15 Mio.    |
| 34         | 11        | Dannys Boys kommen in eine Bar             | Danny’s Boyz Walk Into a Bar             | 15. Jan. 2016        | 1. Dez. 2016                          | Phill Lewis       | Ryan Kemp              | 2,75 Mio.    |
| 35         | 12        | Die Backstreet Boys kommen in eine Bar (1) | The Backstreet Boys Walk Into a Bar (1)  | 29. Jan. 2016        | 1. Dez. 2016                          | Phill Lewis       | Matthew Hausfater      | 2,73 Mio.    |
| 36         | 13        | Die Backstreet Boys kommen in eine Bar (2) | The Backstreet Boys Walk Into a Bar (2)  | 29. Jan. 2016        | 8. Dez. 2016                          | Phill Lewis       | Adam Sztykiel          | 2,73 Mio.    |